# ʿAbdallāh al-Ansārī

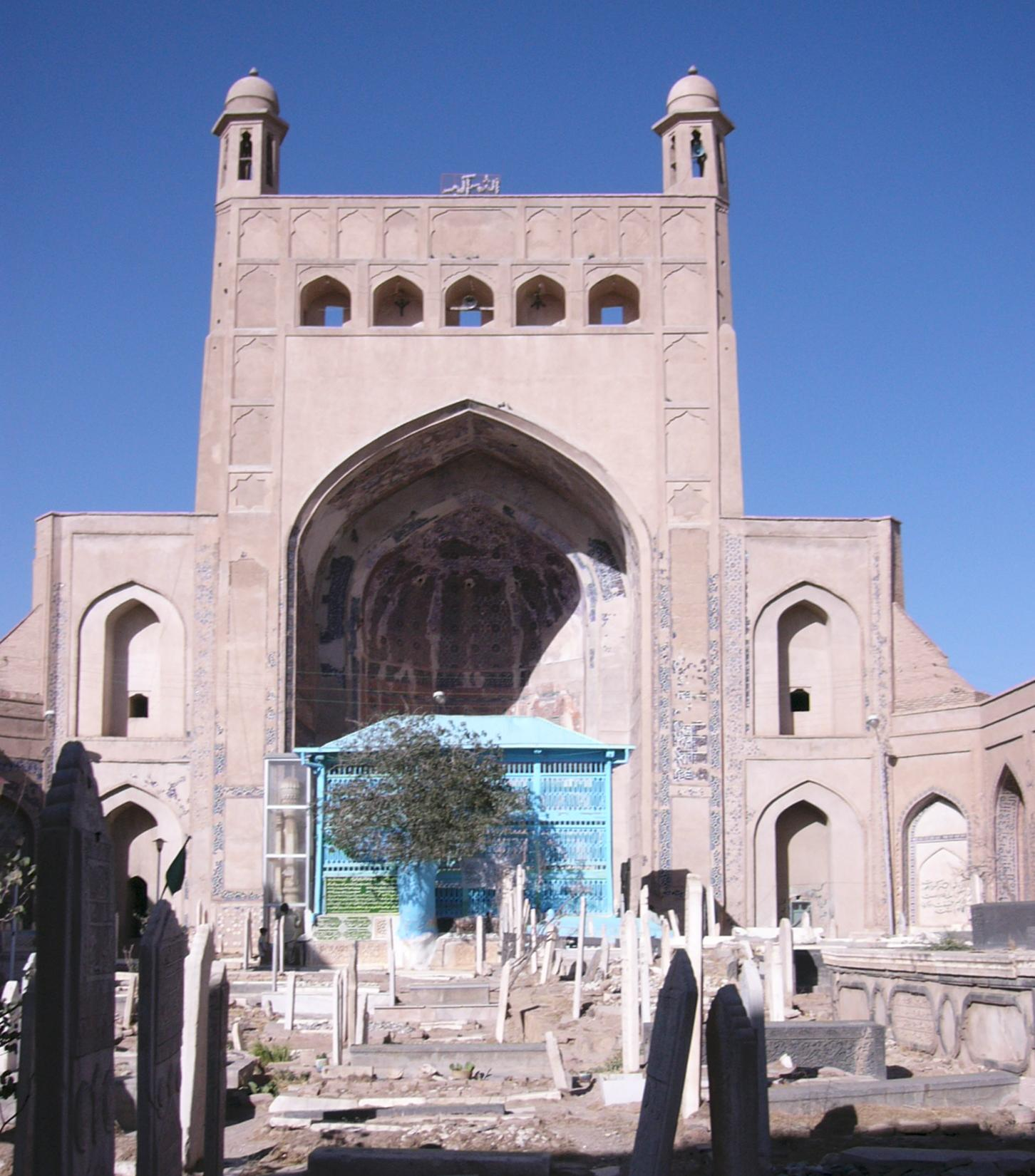
Grabmal ʿAbdallāh al-Ansārīs in Herat, erbaut im Auftrag des Timuriden Schah-Ruch

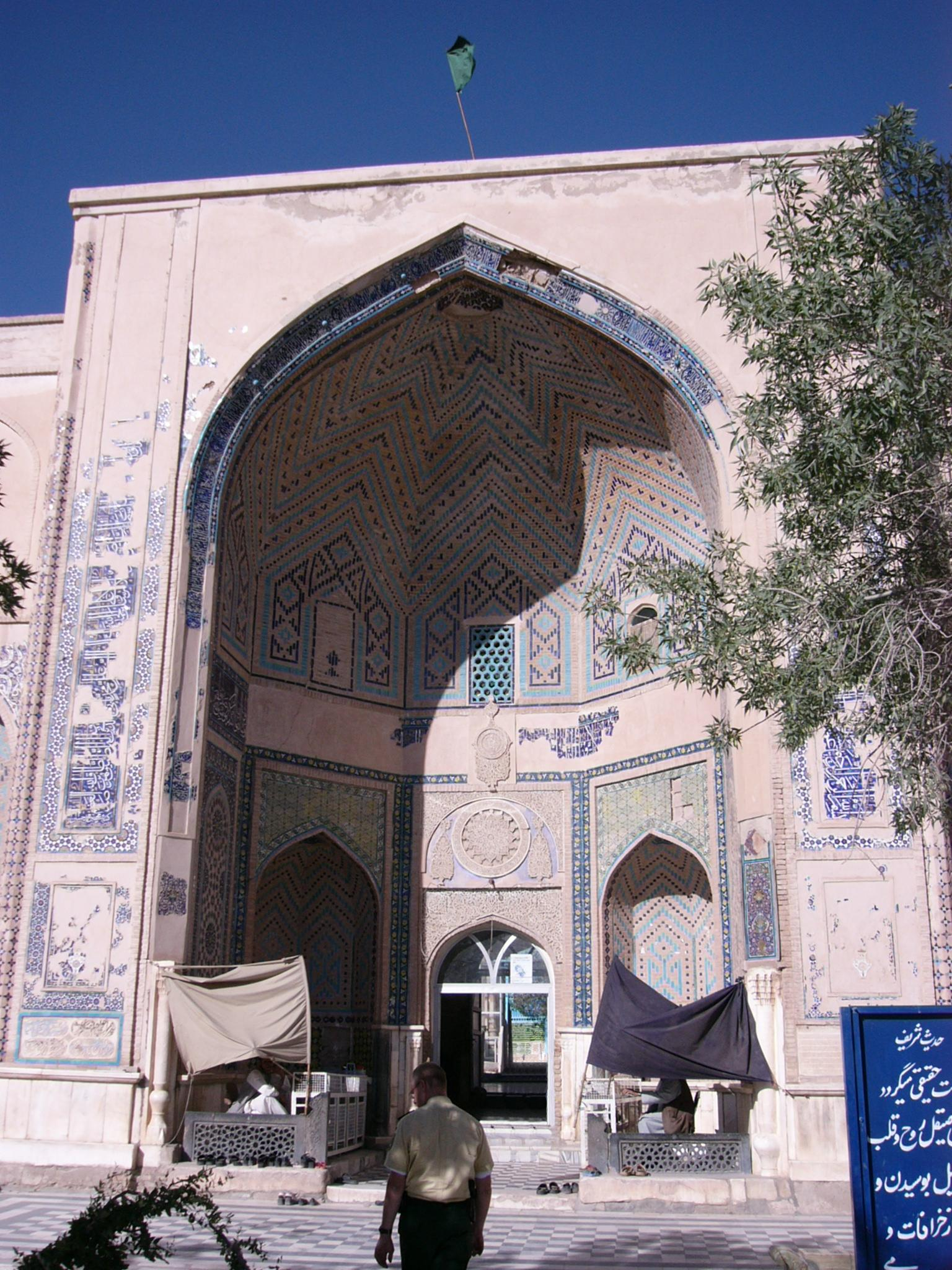
Eingang zum Grabmal

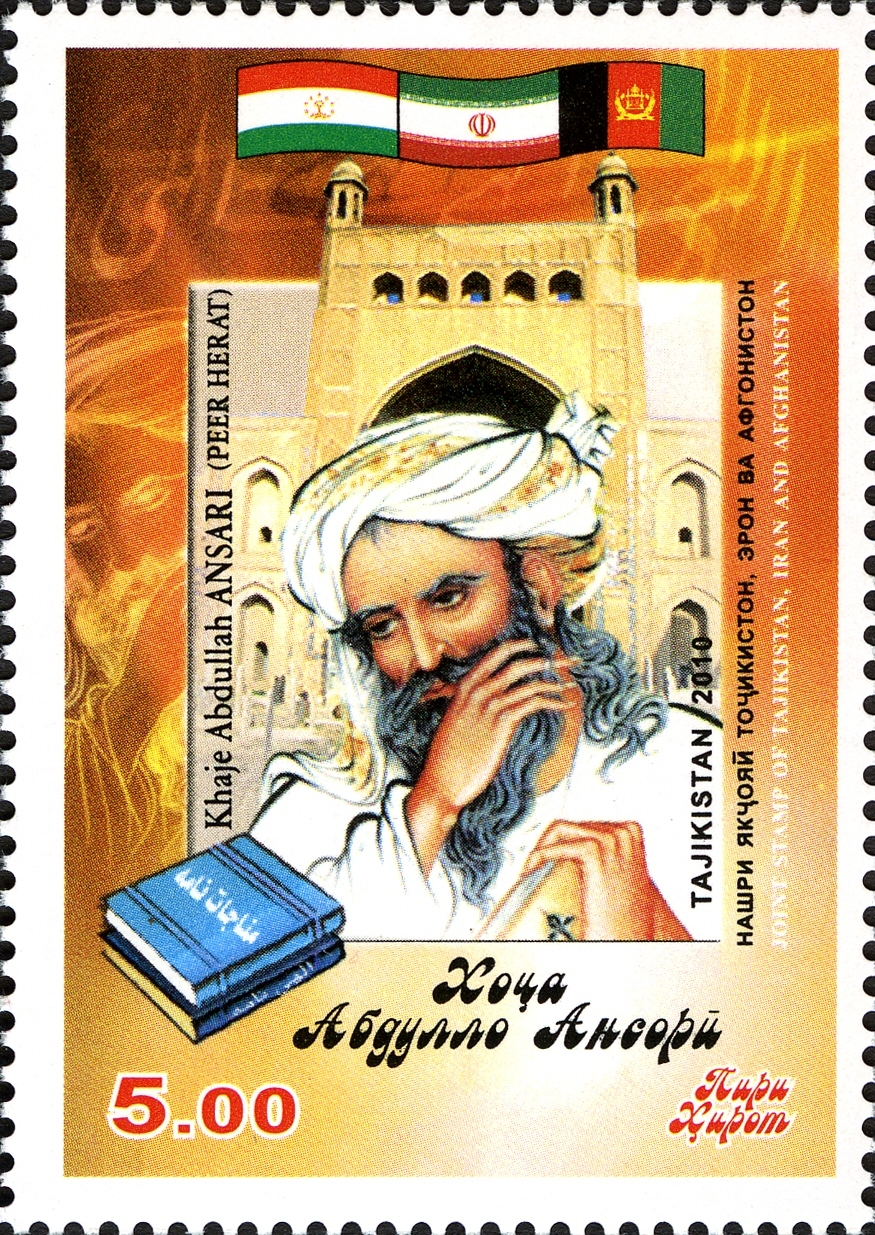
Darstellung auf einer tadschikischen Briefmarke

Abū Ismāʿīl ʿAbdallāh ibn Muhammad al-Ansārī al-Harawī (arabisch ابو اسماعيل عبد الله ابن محمد الانصاري الهروي, DMG Abū Ismāʿīl ʿAbdallāh ibn Muḥammad al-Anṣārī al-Harawī, persisch خواجه عبد الله انصاری Chādsche ʿAbdallāh Ansārī, DMG Ḫwāǧe ‘Abdallāh Anṣārī, bekannt auch als Pīr-e Herāt, persisch پير هرات, ‚der Weise von Herat‘; geboren am 4. Mai 1006 auf Kohandiz, der Zitadelle von Herat, Afghanistan; gestorben am 8. März 1089 in Herat) war ein sufischer Gelehrter, Prediger und Koranexeget der hanbalitischen Lehrrichtung. Er war ein erbitterter Gegner des Kalām und der Aschʿariten und schrieb seine Werke zum Teil in arabischer und zum Teil in persischer Sprache. Sein Grab in Herat gehört zu den großen Pilger-Zentren Afghanistans und wird jährlich von Tausenden von Pilgern und Sufis besucht.

## Leben
ʿAbdallāh al-Ansārī war der Nachkomme eines Prophetengefährten. In seiner Kindheit erhielt er Unterricht im Hadith und in der Koranexegese bei dem Gelehrten Yahyā ibn ʿAmmār (gest. 1031) und wurde von Scheich ʿAmmū, einem weitgereisten Sufi, in die Mystik eingeführt. 1026 ging er nach Nischapur, um dort Hadith und Fiqh zu lernen und die dortigen Scheiche zu treffen. 1032 und 1033 unternahm er zwei Versuche, die Wallfahrt nach Mekka zu vollziehen, musste diese Versuche jedoch jeweils vorzeitig abbrechen, weil die Straßen zu unsicher waren. Auf der Rückreise lernte er den Sufi Abū l-Hasan al-Charaqānī (gest. 1033) kennen, der einen entscheidenden Einfluss auf seine mystische Laufbahn hatte. Anfang 1034 besuchte er eine Sufi-Versammlung in Nobādhān, bei der sich aber ein Vorfall ereignete, der ihn verstörte, so dass er eilig nach Herat zurückkehrte. Fortan befasste er sich nur noch mit Hadith-Unterricht und Polemiken gegen aschʿaritische und muʿtazilische Kalām-Gelehrte.
1038 wurde er wegen anthropomorphistischer Gotteslehren denunziert und vor den ghaznawidischen Sultan Masʿūd gebracht, der ihn aber nach einer Befragung schnell wieder entließ. Kurz nach dem Tod von Masʿūd und dem Einfall der Seldschuken verhängte eine Versammlung von Theologen und Notabeln ein Lehrverbot gegen ihn. Al-Ansārī wich daraufhin nach Schkīwān aus, wo er von 1041 bis 1043 blieb.
1046/47 zeigte ihn erneut eine Gruppe von Gelehrten an, woraufhin er aus Herat ausgewiesen und für mehrere Monate in Pūschandsch gefangengesetzt wurde. Der Beginn der Aschʿaritenverfolgung im Jahre 1053 unter Sultan Tughrul Beg, auf Anstiftung seines Wesirs al-Kundurī, verschaffte ihm für ein paar Jahre Erleichterung. Als nach dem Tod von Tughrul Beg und der Einsetzung des neuen Wesirs Nizām al-Mulk im Jahre 1064 alle anti-aschʿaritischen Maßnahmen eingestellt wurden, kehrten seine aschʿaritischen Gegner nach Herat zurück und versuchten, ihn mundtot zu machen. 1066 erreichten sie von Nizām al-Mulk, der sich gerade in Marw aufhielt, einen Verbannungsbefehl gegen al-Ansārī. Nach einem kurzen Exil in Balch kehrte al-Ansārī zurück.
Weitere Einschüchterungsversuche seiner Gegner erwiesen sich als kontraproduktiv. Kurz nach 1069 bot ihm der abbasidische Kalif al-Qā'im auf Vorschlag von Nizām al-Mulk, der die Sympathie der Traditionsgelehrten gewinnen wollte, ein Ehrengewand (ḫilʿa) an. Die folgenden elf Jahre bildeten den Höhepunkt seiner Karriere. Al-Ansārī predigte unbehelligt von seinen Gegnern in der Moschee und wurde von der Stadtbevölkerung verehrt. 1080 erblindete al-Ansārī. Im darauffolgenden Jahr wiederholte der Kalif al-Muqtadī die Geste seines Vorgängers, übersandte ihm ein Ehrengewand und verlieh ihm den Titel „Schaich al-islām, oberster Scheich und Zierde der Gelehrten“ (šaiḫ al-islām, šaiḫ al-šuyūḫ wa-zain al-ʿulamāʾ). In dieser Zeit diktierte al-Ansārī seine wichtigsten Werke. Im November 1081 begann al-Ansārī mit der Niederschrift seiner Kompilation Ḏamm al-kalām wa-ahli-hī („Tadel des Kalām und seiner Anhänger“).
Als im Winter 1085/86 „ein philosophierender Kalām-Gelehrter“ (mutakallim mutafalsif) nach Herat kam, predigte al-Ansārī mit der gewohnten Heftigkeit gegen ihn, und eine Gruppe seiner Anhänger brannte das Haus des Mannes nieder und verprügelte ihn. Al-Ansārī wurde daraufhin für mehrere Monate aus der Stadt verbannt. Am 21. April 1087 kehrte er im Triumph nach Herat zurück. Die letzten Jahre verbrachte er mit der Arbeit an seinem Korankommentar. Er starb am 8. März 1089 und wurde in Gāzurgāh, in der Nähe des Grabs seines Lehrers Scheich ʿAmmū, begraben.

## Werke
- Manāzil as-sāʾirīn („Stationen der Reisenden“), sufisches Handbuch in arabischer Sprache
- Ḏamm al-kalām wa-ahli-hī („Tadel des Kalām und seiner Anhänger“), Arabisch. Die Sammlung von Hadithen Aussprüchen muslimischer Autoritäten ist eine wichtige Quelle für die Geschichte des Kampfes traditionalistischer Gelehrter gegen den Kalām. Wichtigste Überlieferer des Werks sind seine Schüler ʿAbd al-Auwal Sidschzī (gest. 1157) und ʿAbd al-Malik Karūchī (gest. 1154).[3]
- Kašf al-Asrār („Entdeckung der Geheimnisse“), ein Koran-Kommentar, Persisch.
- Ṭabaqāt aṣ-Ṣūfīya („Generationen der Sufis“), persische Bearbeitung der sufischen Biographiensammlung von Abū ʿAbd ar-Rahmān as-Sulamī.
- Munāǧāt („Anrufungen Gottes“) in persischer Reimprosa

## Belege
1. 1 2 3 4  Laugier de Beaureceuil: “ʿAbdallāh Anṣārī” in Encyclopædia Iranica, Online-Version.
2. ↑  Laugier de Beaurecueil: Khwādja ʿAbdullāh Anṣārī. 1965, S. 135.
3. ↑  Laugier de Beaurecueil: Khwādja ʿAbdullāh Anṣārī. 1965, S. 105.